# Gustave Bley
Pour les articles homonymes, voir Bley.
 (mars 2025).
 (mars 2025).
Motif : pas de sources secondaires centrées d'audience nationale, ni comme musicien, ni comme négociant
- Archive Wikiwix
- Bing
- Cairn
- DuckDuckGo
- E. Universalis
- Gallica
- Google
- G. Books
- G. News
- G. Scholar
- Persée
- Qwant
- (zh) Baidu
- (ru) Yandex
- (wd) trouver des œuvres sur Wikidata

| 1. | Préciser le motif de la pose du bandeau. | Précisez le motif de la pose du bandeau en utilisant la syntaxe suivante : {{admissibilité à vérifier\|date=mars 2025\|motif=remplacez ce texte par le motif}}                    |
| 2. | Informer les utilisateurs concernés.     | Pensez à avertir le créateur de l'article, par exemple, en insérant le code ci-dessous sur sa page de discussion : {{subst:avertissement admissibilité à vérifier\|Gustave Bley}} |

Gustave Bley, né Gustave Bousigues le 1er août 1827 à Nantes et décédé le 1er octobre 1887 dans le 9e arrondissement de Paris, est un compositeur et un négociant de Champagne. 

## Biographie
Gustave Bousigues est né à Nantes de Joséphine Bousigues rentière originaire de Marseille. Jean Bley, professeur de musique, est son père adoptif. En 1867, lors de l'officialisation de son adoption, il prendra le nom de Gustave Bousigues-Bley. Il épouse en 1868 à Paris Marie Moore fille d'un négociant.
Musicien de formation, il arrive de Paris à Reims après la Révolution française de 1848 comme pianiste au Café Courtois. Compositeur apprécié d'œuvres gracieuses et originales, il est connu comme l'auteur de plusieurs pièces pour piano, dont les partitions ont été assez appréciées pour être publiées : Les cris de Reims (quadrille, 1853), La gitana (grande valse de concert, 1861), Galop de chasse (morceau de concert, 1862), Marguerite (polka-mazurka, 1863), Franc-picard (galop, 1864), Djali (grande valse de concert, 1866), Les grands crus de la Champagne (quadrille, 1866), Hier & aujourd'hui (polka, 1866),  Champagne (grand galop de concert), et Le retour des fleurs (valse de salon, 1880).
Quittant ensuite la vie d'artiste, il devient représentant en vins de Champagne avant de fonder, avec deux associés, la maison de commerce de vins de Champagne Théophile Rœderer. Il est traduit en 1865 devant le tribunal de commerce de Reims pour concurrence déloyale par Paul Rœderer qui exploitait déjà une maison de Champagne.
Il retourne vivre la fin de sa vie dans la capitale. Il meurt à Paris, dans son domicile au 49 rue Saint-Georges, le 1er octobre 1887.